# Грищенко, Николай Григорьевич
Никола́й Григо́рьевич Гри́щенко (*16 октября 1975 (49 лет), Харьков) — украинский врач, специалист по репродуктивной медицине, акушерству и гинекологии, доктор медицинских наук, профессор. Заведующий кафедрой акушерства и гинекологии ХНУ имени В. Н. Каразина, генеральный директор Клиники репродуктивной медицины имени академика В. И. Грищенка.

## Биография
Родился в семье медиков-ученых. Мать — доктор медицинских наук, профессор Грищенко Ольга Валентиновна (1954); дед — академик НАНУ, доктор медицинских наук, профессор Грищенко Валентин Иванович (1928—2011); прадед —  доктор медицинских наук, профессор Грищенко Иван Иванович (1897—1983).

### Обучение
В 1998 году Николай Грищенко окончил ХГМУ по специальности «Лечебное дело» и в 2000—2002 годах учился в очной аспирантуре на кафедре акушерства и гинекологии №1.
В 2003 году получил научную степень кандидата медицинских наук по результатам защиты диссертации «Содержание биологически-активных веществ в фолликулярной жидкости и их влияние на процессы оплодотворения ооцитов и развития эмбрионов in vitro при бесплодии» (укр. Вміст біологічно-активних речовин у фолікулярній рідині та їх вплив на процеси запліднення ооцитів і розвиток ембріонів in vitro при безплідності) (специальность «Акушерство и гинекология»).
В 2011 году получил ученую степень доктора медицинских наук по результатам защиты диссертации «Патогенетические основы совершенствования вспомогательных репродуктивных технологий у женщин, которые перенесли хронические воспалительные заболевания органов малого таза» (укр. Патогенетичні основи вдосконалення допоміжних репродуктивних технологій у жінок, які перенесли хронічні запальні захворювання органів малого таза) (специальность «Акушерство и гинекология»).
В 2021 году окончил двухгодичный курс Бизнес-школы МИМ (г. Киев) и получил квалификацию «Senior Executive Master of Business Administration».

### Карьера
Харьковский национальный медицинский университет
В 2002—2004 годах — ассистент кафедры акушерства и гинекологии № 1.
В 2004—2012 годах — доцент, а в 2012—2016 годах — профессор этой кафедры.
Клиника репродуктивной медицины имени академика В.И. Грищенко
В 2003—2010 годах — медицинский директор Центра репродукции человека «Имплант». С 2011 года — директор «Клиника репродуктивной медицины имени академика В.И. Грищенко», которую по инициативе Николая Грищенко было создано в результате реорганизации Центра «Имплант», и директор ООО «Фармация и медицина».
Клиника является клинической базой для кафедр акушерства и гинекологии Харьковского национального университета имени Василия Каразина и кафедры акушерства и гинекологии № 2 Харьковского национального медицинского университета.
Харьковский национальный университет имени В. Н. Каразина
С ноября 2016 года — заведующий кафедрой акушерства и гинекологии медицинского факультета ХНУ имени В. Н. Каразина. Член Ученого совета медицинского факультета.

### Общественная деятельность
С 2005 года — член Европейской ассоциации репродукции человека и эмбриологии (англ. European Society of Human Reproduction and Embryology (ESHRE)). С 2014 года входит в рабочую группу  ESHRE по мониторингу результатов лечения бесплодия методами вспомогательных репродуктивных технологий. Также Николай Грищенко входит в Комитет национальных представителей от Украины.
Николай Грищенко является членом Ассоциации акушеров-гинекологов Украины, где с 2016 года входит в состав Президиума; вице-президентом и членом правления Украинской ассоциации репродуктивной медицины.
При участии профессора в контексте национального движения акушеров-гинекологов Украины был организован ряд крупных конференций с международным участием.
С 2011 года Николай Грищенко является главным внештатным специалистом по вопросам репродуктивной медицины Департамента здравоохранения Харьковского городского совета. Его деятельность отмечена Почетной грамотой Харьковского городского совета за вклад в развитие сферы медицины в Харькове (2016).

### Научная работа
Николай Грищенко развивает направление исследований в сфере экстракорпорального оплодотворения. В частности его научные интересы включают репродуктивную эндокринологию, предимплантационную генетическую диагностику, репродуктивную эндоскопию, рецептивность эндометрия.
В течение 2002—2017 годов было выдано 8 патентов на разработки с участием Николая Грищенко.

### Другие достижения
По состоянию на 2013 год Николай Грищенко поставил рекорд среди харьковских клиник, осуществив искусственное оплодотворение женщине в почтенном возрасте: в 2010 году пациентка родила ребенка в возрасте 52 года.

## Научные публикации
Н.Г. Грищенко — автор более 140 научных работ, в том числе 8 патентов, 1 информационного листа. При его участии написаны 6 учебников и учебных пособий, 1 монография. Важные публикации см. в базе Scopus: на ноябрь 2021 года в базе 7 публикаций, процитированы 813 раз (в 771 статьях), индекс Хирша составляет 5.
Учебники и учебные пособия
- Гінекологія :  [укр.] : підручник для студентів вищих медичних навчальних закладів III-IV рівнів акредитації / В.І. Грищенко, М.О. Щербина, Б.М. Венцківський, М.Г. Грищенко [и др.] ; за ред. В.І. Грищенка, М.О. Щербини. — Киев : Медицина, 2007. — 360 с. — ISBN 9789668144691.
- Акушерство :  [укр.] : підручник для студентів вищих медичних навчальних закладів III-IV рівнів акредитації / В. І. Грищенко, М.Г. Грищенко [и др.] ; ред. В. І. Грищенко, М. О. Щербина. — Киев : ВСВ «Медицина», 2009. — 408 с. — ISBN 978-966-10-0058-1.
- Гінекологія дитячого та підліткового віку :  [укр.] : Підручник / Г.М. Абабкова, О.А. Андрієць, А.М. Білоченко, М.Г. Грищенко та ін. ; за ред. І.Б. Вовк, О.М. Юзька, В.П. Вдовиченка. — Киев : ВСВ «Медицина», 2011. — 424 с. — ISBN 978-617-505-083-5.
- Акушерство і гінекологія :  [укр.] : у 2 книгах. Книга 2. Гінекологія: Підручник / В.І. Грищенко, М.О. Щербина, Б.М. Венцківський, М.Г. Грищенко та ін.. — 3-є видання, стереотипне. — Киев : ВСВ «Медицина», 2020. — 376 с. — ISBN 978-617-505-823-7.
- Безплідність у шлюбі :  [укр.] : навчальний посібник / Ю.С. Паращук, О.І. Каліновська, М.Г. Грищенко, В.Ю. Паращук. — Х. : ХНМУ, 2014. — 124 с.
- Оперативна гінекологія :  [укр.] : навчальний посібник / Ю. С. Паращук, М. Г. Грищенко, В. Ю. Паращук, Р. А. Сафонов. — Х. : ХНМУ, 2017. — 132 с.

Монография
- Плацента : криоконсервирование, клиническое применение : Монография / Блажко Е.В., Бобырева Л.Е., Гераскина Л.Р., Грищенко Н.Г. [и др.] ; Под общей редакцией акад. НАН Украины А.Н. Гольцева, проф. Т.Н. Юрченко. — Х. : ФОП Бровин А.В., 2013. — 318 с.

Справочник
- Mykola Gryshchenko, Alexey Pravdyuk. Gestational Surrogacy in Ukraine :  [англ.] / edited by E. Scott Sills // Handbook of gestational surrogacy : international clinical practice and policy issues. — Cambridge : Cambridge University Press, 2016. — P. 250-265. — ISBN 9781107112223.